# INRA 95
L'INRA 95 est une race bovine française.

## Historique
Cette race bovine a été créée par l'INRA à la fin des années 1960. Elle est issue des grandes races bouchères charolaise et blonde d'Aquitaine essentiellement, mais aussi limousine, rouge des prés, blanc bleu et piemontese. On a sélectionné sur ces races les femelles possédant le gène culard. 
Le but de ce programme était de produire des taureaux pour l'insémination artificielle sur troupeau laitier. La sélection a porté sur la vitesse de croissance et la conformation des veaux, mais aussi sur la taille des veaux à la naissance, afin de garder des naissances aisées. La sélection recherche les individus possédant le gène culard. Le travail sur descendance s'opère avec de la semence INRA 95 sur femelle laitière (Prim'Holstein). La descendance est notée. La semence des meilleurs mâles est mise à disposition des centres d'insémination.

## Morphologie
Elle n'a pas de couleur homogène, la sélection n'ayant porté que sur les qualités de reproducteur. Toutefois, la robe est majoritairement blanche ou froment clair, pouvant porter des taches rouges ou bleues. L'avantage de la robe blanche du taureau consiste à donner une robe claire au veau, signe de croisement à viande. En effet, une robe pie foncée peut laisser croire aux acheteurs qu'il s'agit d'un veau de race laitière ; il est ainsi déprécié à l'achat. En effet, la vente de veaux pour l'engraissement se fait tôt et le potentiel génétique n'a pas encore "parlé", les veaux naissant petits.
Elle présente des individus de grande taille, à l'allure massive et à la musculature hypertrophiée.

## Effectifs
Un seul troupeau existe en France. Il est basé au centre de recherche INRA de Carmaux. 120 vaches possédant le gène culard y sont élevées avec les génisses et veaux nécessaires au renouvellement du cheptel
Les taureaux issus de cet élevage sont testés et les plus intéressants pour les éleveurs sont mis à la disposition du centre d'insémination artificielle d'AURIVA-ELEVAGE (anciennement MIDATEST),. En 2006, 51 taureaux sont disponibles à l'achat de semence.

## Élevage
La sélection du gène culard a entraîné des difficultés au vêlage. Une aide est très souvent nécessaire, voire une césarienne dans 25 % des cas. Pour faciliter le travail des techniciens, l'INRA a mis au point une ceinture de vêlage, qui avertit des premières contractions. Ce système, couplé avec des caméras de surveillance vidéo pilotées à distance, permet une veille efficace jour et nuit.